# Bangkok Dangerous (film, 2008)
Cet article concerne le film de Oxide Pang et Danny Pang. Pour le film original des mêmes réalisateurs, voir Bangkok Dangerous.
Pour les articles homonymes, voir Bangkok Dangerous.
Pour plus de détails, voir Fiche technique et Distribution.
Bangkok Dangerous ou Danger à Bangkok au Québec est un film américain réalisé par Oxide Pang Chun et Danny Pang, sorti en 2008. C'est un remake de Bangkok Dangerous (1999), des mêmes réalisateurs.

## Synopsis
Joe, un tueur professionnel sans scrupules, atterrit à Bangkok afin d'exécuter quatre contrats pour le compte d'un chef mafieux nommé Surat. Il engage Kong, un jeune pickpocket de rues comme intermédiaire, de façon à ne laisser aucune trace derrière lui.
Mais alors qu'il a toujours évolué en solitaire, Joe prend le jeune homme sous son aile et s'engage dans une relation sentimentale avec une préparatrice en pharmacie sourde et muette. Petit à petit, Joe est gagné par la beauté capiteuse de Bangkok, au point de remettre en question son mode de vie, son isolement et la prudence qui lui a jusque-là permis de rester en vie.

## Fiche technique
- Titre : Bangkok Dangerous
- Titre québécois : Danger à Bangkok
- Réalisation : Oxide Pang Chun et Danny Pang
- Scénario : Jason Richman, tiré du scénario des frères Pang.
- Producteurs : Nicolas Cage, Norman Golightly, William Sherak et Jason Shuman
  - Producteurs délégués : Denis O'Sullivan, Andrew Pfeffer et Ben Waisbren
  - Producteur exécutif : Chris Lowenstein
- Production : Blue Star Pictures, Initial Entertainment Group, International Production Company, Living Films, Saturn Films, Virtual Studios
- Distribution :
  -  États-Unis : Lionsgate
  -  France : TFM Distribution[2]
  -  Suisse romande : Ascot Elite[3]
- Musique : Brian Tyler
- Chef opérateur : Decha Srimantra
- Montage : Mike Jackson et Curran Pang
- Pays :  États-Unis
- Genre : action
- Durée : 100 minutes
- Format : Couleur - 2,35:1 - Format 35 mm
- Budget : 40 millions de $[4]
- Dates de sortie :
  -  Norvège,  Espagne et  Turquie : 22 août 2008
  -  France : 27 août 2008
  -  Belgique : 3 septembre 2008
  -  États-Unis : 5 septembre 2008
  -  Suisse romande : 10 septembre 2008[3]
- Restriction : R aux États-Unis pour violence et langage sexuel

## Distribution
- Nicolas Cage (VF : Dominique Collignon-Maurin ; VQ : Benoît Rousseau) : Joe
- James With : Chicago
- Charlie Yeung : Fon
- Shahkrit Yamnam (VF : Xia Xing Chen) : Kong
- Panward Hemmanee : Aom
- Shaun Delaney : le père de Joe
- Dom Hetrakul : Aran

## Distinctions
- 2008 : nomination au Golden Trailer Awards dans la catégorie Best Foreign Action Trailer

## Autour du film
- Le personnage joué par Nicolas Cage arrive à Bangkok sous l'identité de Vincent Cadillac. Dans un film précédent sorti en 2007 (Next), Nicolas Cage tenait un rôle de magicien dont le nom de scène était également Cadillac mais avec un autre prénom (Frank).